# Bataille du lac Régille
La bataille du lac Régille est une bataille décisive du début du Ve siècle av. J.-C. opposant la République romaine aux Latins confédérés venus soutenir les Tarquins chassés de Rome quelques années plus tôt. La bataille est remportée par le dictateur romain Aulus Postumius Albus qui reçoit le cognomen (surnom) de Regillensis. Les Latins vaincus sont contraints d'accepter les clauses d'un traité de paix favorable aux Romains, le Fœdus Cassianum, qui réintègre Rome au sein de la Ligue latine avec une position dominante.

## Les sources
Parmi les auteurs antiques, Tite-Live et Denys d'Halicarnasse sont les seuls à fournir un récit détaillé de la bataille, de son contexte et de ses conséquences, le premier dans son Histoire romaine (Ab Urbe Condita), dans le livre II, et le deuxième dans le sixième livre de ses Antiquités romaines. Toutefois, leurs deux versions offrent de nombreuses différences, Denys d'Halicarnasse détaillant davantage les manœuvres durant la bataille et accordant plus de place aux faits légendaires.

## Le récit antique

### La guerre contre les Latins
Selon Tite-Live, pendant le consulat de Titus Aebutius Helva et Caius Veturius Geminus Cicurinus, Préneste, une ville latine, abandonne les Latins et s'allie à la République romaine. Cette défection entraine la déclaration d'une guerre entre Rome et les Latins, guerre qui se préparait déjà depuis quelques années. Selon Denys d'Halicarnasse, la trêve d'une année conclue avec les Latins prend fin l'année du consulat d'Aulus Postumius et de Titus Verginius. Le roi en exil Tarquin le Superbe appelle son gendre Octavius Mamilius, dirigeant de Tusculum, à prendre les armes contre Rome.

### Les préparatifs
Un dictateur est alors nommé à Rome : Aulus Postumius Albus qui s'adjoint l'un des consuls comme maître de cavalerie, Titus Aebutius Helva. Selon Denys d'Halicarnasse, l'armée romaine est divisée en quatre. Le dictateur prend la tête de la première partie, la deuxième est confiée à Titus Verginius, la troisième à Aebutius Helva et la dernière à Aulus Sempronius. Ce dernier reçoit l'ordre de rester à Rome avec ses troupes en qualité de préfet de la ville.
Des nouvelles arrivent à Rome annonçant que les Latins se sont mis en campagne et ont pris d'assaut la place forte de Corbion dont la garnison a été massacrée. Les Latins s'en servent dorénavant comme base et lancent des raids depuis le fort. Ils reçoivent des renforts d'Antium et de villes volsques. Aulus Postumius Albus prend alors la décision de mener l'infanterie en avant des troupes latines, la rencontre se fait près du lac Régille, sur le territoire de Tusculum, où les Latins ont établi un campement sur un promontoire rocheux. Postumius fait camper son armée à peu de distance, sur une autre colline difficile d'accès.
Parmi les généraux latins, Denys d'Halicarnasse cite Octavius de Tusculum, gendre ou fils du gendre de Tarquin le Superbe, et Sextus Tarquin. Ces deux généraux campent d'abord séparément mais finissent par réunir leurs troupes à l'approche des Romains. Titus Verginius rejoint ensuite Postumius mais établit son campement à l'écart de celui du dictateur, comme pour assiéger les Latins. Dans le même esprit, Postumius envoie Aebutius Helva prendre position sur les hauteurs sur les arrières des Latins afin de couper leur approvisionnement. Craignant d'être piégés, Sextus Tarquin tente un assaut sur le campement d'Helva mais échoue. À la nouvelle de l'arrivée imminente de renforts volsque et hernique, Postumius décide de ne plus temporiser et les armées romaines et latines se rangent en ordre de bataille. Sextus Tarquin se place sur l'aile gauche des Latins et fait face à Titus Aebutius, Octavius Mamilius commande l'aile droite de l'armée latine, face à Titus Verginius et enfin Titus Tarquin se place au milieu, à la tête des exilés romains, face au dictateur Postumius. Les Latins ont divisé leur cavalerie en trois, répartie sur les deux ailes et au centre de leur armée. Denys d'Halicarnasse estime à 27 000 hommes les forces romaines (24 000 fantassins et 3 000 cavaliers) et à 43 000 hommes les forces latines (40 000 fantassins et 3 000 cavaliers).

### La bataille
Selon le récit qu'en fait Tite-Live, la bataille commence par une charge du vieux roi Tarquin le Superbe sur les troupes du dictateur romain Aulus Postumius Albus alors que ce dernier vient d'exhorter ses hommes. Tarquin est blessé et évacué du champ de bataille. Pour Denys d'Halicarnasse, il ne s'agit pas du roi Tarquin, qui aurait près de 90 ans, mais d'un de ses fils, Titus Tarquin. Sur l'autre aile, c'est le maître de cavalerie qui s'élance contre Octavius Mamilius, les deux s'affrontent en duel. Octavius Mamilius est touché à la poitrine et quitte la bataille tandis que Titus Aebutius Helva est blessé au bras, ne pouvant plus tenir son arme, il doit retourner au camp,. C'est le vieux Marcus Valerius, frère de Publicola, qui prend la place d'Aebutius Helva. Au début, les forces en présence sont équilibrées et la mêlée demeure incertaine.
Alors que les Latins présents autour de Titus Tarquin et qui ont assisté à son duel faiblissent, les généraux latins font avancer les cohortes des exilés romains sous le commandement d'un autre fils de Tarquin, Lucius Tarquin, ce qui permet de rééquilibrer le combat et même de donner l'avantage aux Latins,,. Le consulaire Marcus Valerius Volusus, s'élance alors pour combattre le jeune Tarquin qui se trouve au milieu de ses hommes. Ce dernier se replie et Volusus se retrouve isolé au milieu de l'infanterie ennemie. Blessé, emporté par son cheval plus loin encore dans les rangs ennemis, il finit par succomber, ce qui redonne du courage aux cohortes des exilés. Publius et Marcus, fils de Publicola et neveu de Marcus Valerius, défendent le corps de ce dernier pour éviter qu'il ne soit dépouillé. Ils sont tués tous les deux.
L'armée romaine est enfoncée depuis l'aile gauche jusqu'au centre de la ligne par la charge des Latins qui ont repris courage. Le dictateur Postumius, voyant ses troupes faiblir, ordonne à Titus Herminius sous les ordres duquel il place ses troupes d'élite chargées de sa défense et non engagées de traiter tout fuyard romain en ennemi. Une fois que les Romains cessent de fuir et reforment les rangs, ce corps d'élite s'engage à son tour dans la bataille et encercle le corps des exilés romains qui est défait et mis en fuite,.
Le chef latin Octavius Mamilius répond en envoyant ses dernières manipules de réserve qu'il commande lui-même pour soutenir ses hommes et repousse les cohortes du dictateur romain. Le consulaire Titus Herminius Aquilinus attaque alors directement Octavius Mamilius qu'il a reconnu au milieu de la mêlée et le tue. Alors qu'il dépouille le général ennemi, il est blessé et ramené au camp où il finit par mourir,.
Sextus Tarquin, qui s'est porté sur l'aile gauche de l'armée latine, enfonce l'aile droite des Romains. Le dictateur Postumius rejoint alors la cavalerie romaine, composée de la jeunesse de l'élite romaine, et la persuade de mettre pied à terre afin de remplacer le premier rang et soutenir l'infanterie fatiguée. Les cavaliers obéissent et renversent la tendance, redonnant du courage à l'infanterie romaine. Sextus Tarquin, dans un geste de désespoir, se lance au milieu de la mêlée et est tué. Tous ses généraux ayant été tués, l'armée latine ploie et prend la fuite, poursuivie par les cavaliers romains qui sont remontés sur leurs montures. Postumius promet alors des récompenses à qui entrera en premier dans le camp ennemi, vouant un temple à Castor s'il remporte la bataille. Le camp latin, abandonné, est pris rapidement,.

### L'apparition des Dioscures
Denys d'Halicarnasse rapporte que selon la tradition, durant la bataille, deux cavaliers d'une grande beauté sont apparus à Postumius et ses troupes. Avançant en avant de la cavalerie romaine, ils prennent part à la bataille contre les Latins. Le soir même, deux cavaliers de même apparence, vêtus d'habits guerriers, sont aperçus à Rome, sur le Forum. Ils mettent pied à terre et se lavent avec l'eau d'une fontaine proche du temple de Vesta. Alors que des citoyens romains les questionnent sur l'issue de la bataille, ils annoncent la victoire romaine, puis quittent Rome sans qu'on ne les revoie plus. Le lendemain de l'apparition, le Sénat reçoit les lettres du dictateur Postumius qui annonce sa victoire et mentionne les deux cavaliers qui sont alors identifiés à Castor et Pollux.

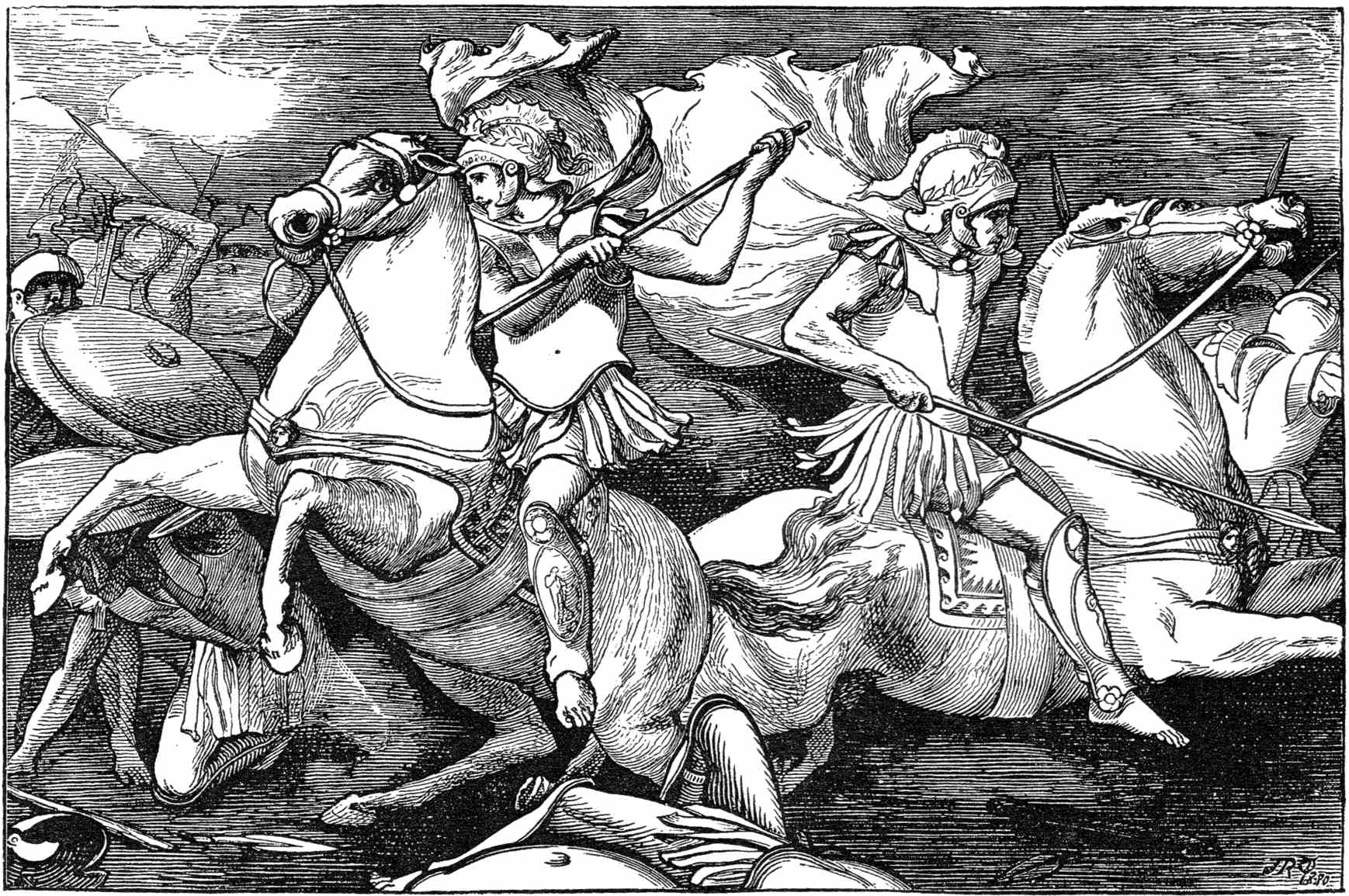
Castor et Pollux à la bataille du lac Régille. Gravure tirée du recueil de poèmes The Lays of Ancient Rome de John Reinhard Weguelin, 1880.
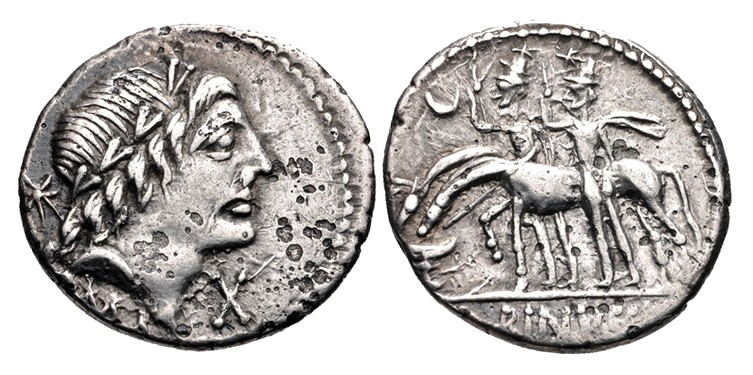
Denarius frappé vers 80 av. J.-C. par un membre de la gens Postumia. À l'avers, une tête laurée qui pourrait être celle d'Honos. Au revers, les Dioscures se tiennent près de leurs chevaux qui s'abreuvent dans la source du Forum[1].

### Les renforts volsques
Le lendemain de la bataille, alors que Postumius distribue les récompenses aux soldats qui se sont distingués au combat et qu'il offre des sacrifices aux dieux en remerciements pour la victoire, les éclaireurs annoncent l'arrivée d'une armée volsque, que les Latins attendaient en renfort. Les soldats romains reprennent les armes et se retranchent dans leurs camps. Les Volsques s'installent sur une hauteur en vue des Romains. Informés de la défaite des Latins, ils tiennent conseil pour décider de la marche à suivre. Deux partis s'opposent, l'un favorable à une bataille pour profiter de la fatigue des Romains, l'autre préférant le repli afin de ne pas s'exposer à une armée victorieuse. Des ambassadeurs sont envoyés mais Postumius les chasse. Finalement les Volsques retournent dans leur pays sans avoir cherché le combat.

### Les conséquences
Le dictateur Aulus Postumius Albus et son maître de cavalerie Titus Aebutius Helva rentrent triomphant à Rome. Postumius reçoit le cognomen de Regillensis. Il ramène 5 500 prisonniers et utilise le butin amassé pour organiser des jeux et financer la construction d'un temple dédié à Cérès, Bacchus et Proserpine.
Les villes latines envoient des ambassadeurs à Rome afin de traiter des clauses d'un nouveau traité. Plusieurs factions se forment parmi les sénateurs, certains prônant la sévérité comme Spurius Cassius Vecellinus, d'autres appellent à la clémence comme Titus Larcius Flavus. Postumius opte finalement pour la clémence. Tarquin le Superbe abandonne ses prétentions au trône après cette défaite et, chassé des villes latines, trouve refuge à Cumes. Il y meurt quelques années plus tard, en 495 av. J.-C.,.

## Analyse moderne des événements

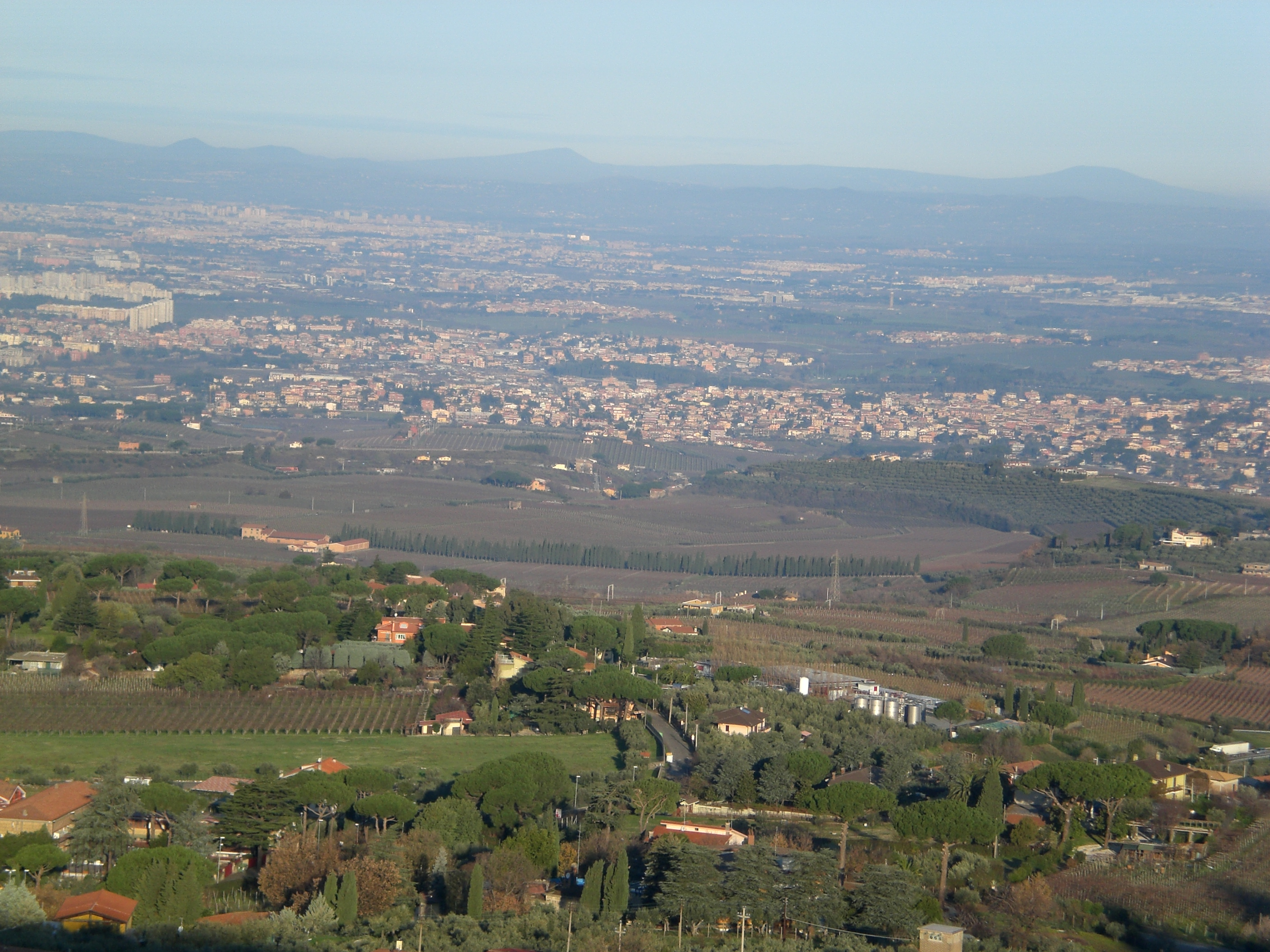
Le lac Régille a aujourd'hui disparu, il se trouvait dans l'actuelle vallée de Prataporci.

### Le contexte, la bataille et ses conséquences
Selon la tradition antique, l'année 509 av. J.-C. voit l'expulsion des rois et l'institution de la République. Contrairement à ce que laissent penser les versions fournies par les auteurs antiques, il est peu probable que cet événement n'ait concerné que les Romains. Il s'inscrit en fait comme un épisode d'un plus vaste conflit qui a pour théâtre le Latium et voit s'opposer diverses coalitions militaires, surtout étrusques et latines.
Selon les auteurs antiques, Tarquin le Superbe aurait été chassé de Rome à l'issue d'une crise politique intérieure. Dans son exil, il serait allé trouver Porsenna, chef de la ville étrusque de Clusium, qui, en réponse, assiège Rome en 508. S'ensuivent les exploits légendaires d'Horatius Coclès, de Mucius Scaevola et de Clélie qui auraient permis à Rome de retrouver son indépendance. Une grande partie de ce récit a été remis en question par les historiens modernes. Bien que l'intervention de Porsenna demeure probable, il n'aurait pas répondu à l'appel de Tarquin. Au contraire, c'est l'offensive des Étrusques qui aurait eu pour conséquence le départ du roi de Rome,. À la suite de ce départ, Porsenna occupe un temps la ville, avant que ses armées soient défaites dans le Latium face aux Latins aidés d'Aristodème de Cumes. À Rome, la vacance du pouvoir permet l'institution d'une nouvelle forme de gouvernement qui deviendra la République romaine. Ces événements fragilisent la position de Rome au sein de la ligue latine dans laquelle elle occupait jusqu'à présent une position dominante. Les Tarquins exilés en appellent alors aux cités latines qui viennent de battre les troupes de Porsenna et qui voient là une bonne occasion de reprendre l'avantage sur Rome. Tarquin se tourne donc vers Octavius Mamilius, chef de Tusculum. L'alliance, formée à l'aqua Ferentina entre 501 et 498, rassemble presque toutes les cités latines, peut-être même la totalité. Il est possible que Gabies, liée à Rome par un traité particulier, et Préneste, qui abandonne les Latins pour rejoindre Rome, n'en aient pas fait partie, entraînant peut-être avec elles d'autres villes.
Après sa défaite contre les Latins devant Aricia, Porsenna s'est replié sur Rome qui accueille ses troupes et ne renonce pas à établir son autorité sur le Latium. Aussi, lors de la bataille du lac Régille, les Romains semblent encore disposer de contingents étrusques mis à disposition par Porsenna pour renforcer leur armée, renforts sans lesquels ils n'auraient peut-être pas pu vaincre les Latins coalisés. Cette présence étrusque à Rome pourrait expliquer la présence de noms typiquement étrusques dans les Fastes consulaires entre 506 et 487 av. J.-C..
Le récit antique de la bataille mêle les faits épiques aux faits légendaires empruntés à d'autres peuples, laissant douter de son authenticité. Néanmoins, il y a bien eu une confrontation décisive entre les Romains et les Latins dont les premiers sont sortis vainqueurs, puisque quelques années plus tard est conclu un traité entre Rome et les Latins, le Fœdus Cassianum, par lequel Rome réaffirme sa position dominante au sein de la ligue. À la suite de la défaite de leurs alliés, les Tarquins abandonnent toute idée de se rétablir sur le trône et trouvent refuge à Cumes.

### Divergences des récits antiques
L'année de la bataille diffère selon les auteurs. Tite-Live la situe en 499 av. J.-C., l'année du consulat « de Titus Aebutius et de Caius Veturius ». De son côté, Denys d'Halicarnasse donne 496 av. J.-C., quand « Aulus Postumius et Titus Virginius furent faits consuls ».
Au-delà des problèmes de datations, Tite-Live et Denys d'Halicarnasse rapportent les faits de deux façons différentes. Tite-Live insiste davantage sur les duels à cheval entre les chefs et sur le symbole de concordia ordinum (« l'entente entre les ordres ») que représente le fait que la cavalerie soit venue renforcer les lignes de l'infanterie. Les proceres iuventis, en mettant pied à terre et se battant aux côtés des fantassins, partagent les mêmes dangers, acceptant cette égalisation des conditions afin de remporter la victoire pour Rome. Ce détail dans son récit, certainement fictionnel et anachronique, est à mettre en perspective par rapport aux problématiques de l'époque de Tite-Live qui a vécu les temps de crise de la fin du Ier siècle av. J.-C.
En ce qui concerne Denys d'Halicarnasse, son récit tente de rapprocher la tactique romaine des coutumes helléniques. Il décrit par exemple davantage les escarmouches qui ont précédé la bataille et les manœuvres de la cavalerie qui rappellent celles employées dans l'armée d'Alexandre le Grand.

### L'intervention légendaire des Dioscures
L'apparition de Castor et Pollux lors de la bataille et sur le Forum fait déjà débat du temps de Tite-Live et de Denys d'Halicarnasse. Deux écoles s'affrontent à ce sujet, les sceptiques et rationalistes d'un côté, parmi lesquels Tite-Live et Cicéron, et les partisans de la religion traditionnelle défendus par Denys d'Halicarnasse. La mention des Dioscures ne paraît pourtant pas anachronique, l'archéologie ayant par exemple confirmé la datation du temple des Dioscures de Rome, situant sa construction au début du Ve siècle av. J.-C. On observe par ailleurs, à la fin du IVe siècle av. J.-C., une augmentation de représentations des jumeaux en Étrurie et l'apparition à Rome au cours de ce même siècle d'une cérémonie annuelle organisée en leur honneur (la transvectio equitum). Denys d'Halicarnasse s'appuie d'ailleurs sur ce type d'indice pour convaincre de la réalité des faits rapportés.
Il est possible que le récit de l'apparition des Dioscures s'inspire de la bataille du fleuve Sagra qui s'est déroulée au milieu du VIe siècle av. J.-C. en Italie méridionale. Cette bataille voit s'affronter les habitants de Locres Epizéphyrienne et les Crotoniates. Ces derniers en appellent aux Lacédémoniens qui auraient alors envoyé les Dioscures. Ceux-ci, en apparaissant dans les rangs de l'armée de Locres, décident de la victoire. Cette légende qui concerne la Grande-Grèce a pu être reprise et adaptée par les auteurs s'intéressant à l'histoire romaine.